# Xylena fumosa
Xylena fumosa är en fjärilsart som beskrevs av Butler 1878. Xylena fumosa ingår i släktet Xylena och familjen nattflyn. Inga underarter finns listade i Catalogue of Life.